# Joseph Cariattil
Mar Joseph Cariattil, oft auch Cariati, Karyatil, Karyata, Kariattil, (* 5. Mai 1742 in Alangad im Ernakulam Distrikt, Indien; † 17. September 1786 in Velha Goa, Indien) war ein Thomaschrist und römisch-katholischer Erzbischof.

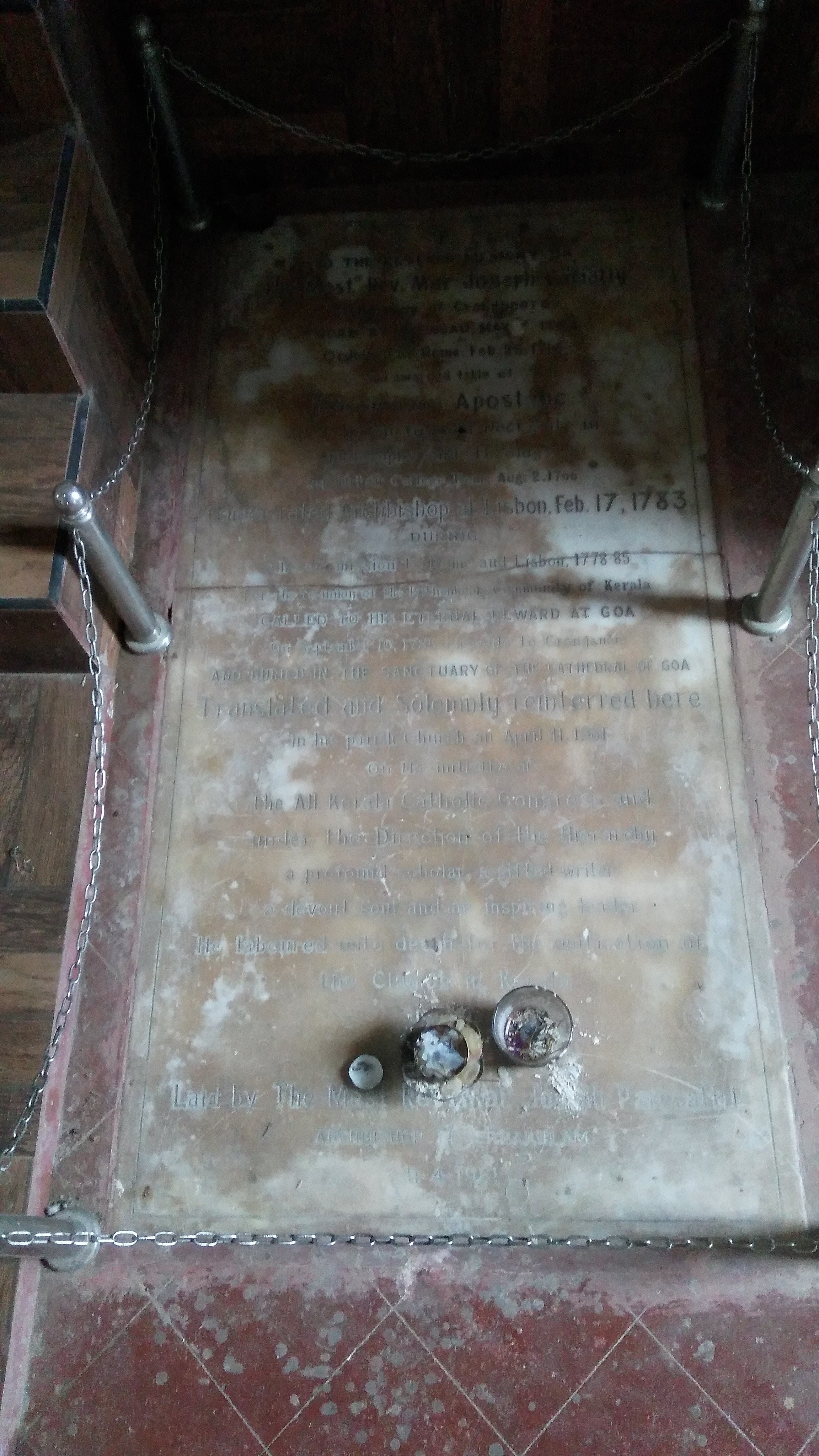
Grabmal

## Leben
Cariattil entstammte einer Familie von Thomaschristen. Er studierte in Rom, wo er zum Doktor der Theologie promoviert wurde. Mit dem Titel „Apostolischer Missionar“ wirkte er anschließend als Professor am Priesterseminar für Thomaschristen des Apostolischen Vikariats von Malabar in Alangad. Spätestens ab 1773 trat er als Sprecher einheimischer Katholiken auf.
1778 reiste Cariattil als Leiter einer Gesandtschaft der Thomaschristen über Portugal nach Rom, um günstige Bedingungen für die beabsichtigte Kirchenunion der nicht-katholischen Thomaschristen unter Mar Thomas VI. mit der römisch-katholischen Kirche zu erwirken. In der Hoffnung auf eigenen Vorteil ebenfalls daran interessiert, ernannten die Portugiesen Cariattil am 16. Dezember 1782 zum Erzbischof von Cranganore (heute Kodungallur), der ihnen nach dem Padroado unterstand. Die Bischofsweihe empfing er 1783 in Lissabon nach römischem Ritus. Noch vor Amtsantritt starb er überraschend 1786 noch auf der Rückreise in Goa.
Die Bestellung eines Einheimischen zum Bischof führte zu einer, allerdings nicht dauerhaften, Versöhnung der katholischen Thomaschristen mit der portugiesischen Kirchenorganisation in Indien.
Bei ihrem römischen Aufenthalt im Jahre 1779 übergaben Joseph Cariattil und sein Begleiter und späterer Amtsnachfolger Thomman Paremakkal († 1799) der Kongregation für die Heiligsprechung eine Petition bezüglich der Heiligsprechung des einheimischen Märtyrers Devasahayam Pillai, die damals jedoch keinen Erfolg hatte. 1984 wurden die von Cariattil und seinem lateinischen Zeitgenossen Bischof Clemens Joseph Colaco Leitao seinerzeit unterstützte Bemühungen wieder aufgenommen und am 2. Dezember 2012 durch die Seligsprechung abgeschlossen.